# Jevgeni Prigozjin

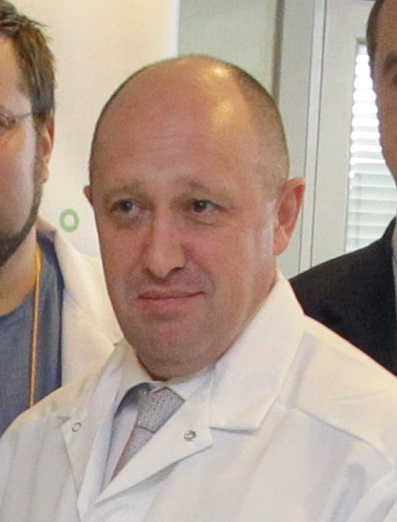
Prigozjin in 2010

Jevgeni Viktorovitsj Prigozjin (Russisch: Евге́ний Ви́кторович Приго́жин) (Leningrad, 1 juni 1961 – Koezjenkino (oblast Tver), 23 augustus 2023) was een Russische oligarch en was aanvoerder van de paramilitaire Wagnergroep, een particuliere militaire organisatie. 
Prigozjin was lange tijd een nauwe bondgenoot van de Russische president Vladimir Poetin. Hij speelde sinds 2022 met zijn Wagnergroep een belangrijke rol tijdens de Russische invasie van Oekraïne, totdat hij Poetin in 2023 openlijk afviel. Enkele maanden later kwam hij om het leven bij een vliegtuigcrash bij het Russische dorp Koezjenkino.

## Biografie

### Jonge jaren
Prigozjin werd geboren als zoon van Violetta Prigozjina (Russisch: Виолетта Пригожина), die hem opvoedde als alleenstaande moeder en in een plaatselijk ziekenhuis werkte. Zijn vader stierf vroeg. Opgeleid door zijn stiefvader, Samoeïl Zjarkoj, een instructeur in langlaufen, ging hij naar een prestigieuze atletiekkostschool waar hij in 1977 afstudeerde. Zijn carrière in de sport werkte echter niet. In november 1979 kreeg Prigozjin een voorwaardelijke straf wegens diefstal (in Leningrad). In 1981 werd hij veroordeeld tot twaalf jaar gevangenisstraf wegens diefstal, fraude en het betrekken van tieners bij misdaad, maar kreeg gratie in 1988 en werd in 1990 vrijgelaten. Prigozjin bracht negen jaar door in detentie.

### Casino, restaurant en catering
In 1990, na zijn vrijlating, richtten zijn stiefvader en hij samen een netwerk op om hotdogs te verkopen. Al snel, volgens een interview met hem in The New York Times, "stapelden de roebels zich sneller op dan zijn moeder ze kon tellen". Hij werd ook een belanghebbende van 15% en manager van een Contras, de eerste supermarktketen in Sint-Petersburg, opgericht door Boris Spektor, een klasgenoot van zijn internaat.
Met Prigozjin als CEO en Spektor en Igor Gorbenko richtten ze de eerste casino's op in Sint-Petersburg onder Spectrum CJSC (Russisch: ЗАО «Спектр»). Ze richtten ook Viking CJSC op (Russisch: ЗАО «Викинг»). Toen in 1995 de inkomsten begonnen te dalen, haalde Prigozjin een directeur van Contrast, Kiril Ziminov, over om samen met hem een restaurant te openen. De twee mannen openden het Oude Douanekantoor (Russisch: Старая Таможня) in Sint-Petersburg. Geïnspireerd door restaurants aan het water aan de Seine in Parijs, besteedden Prigozjin en Ziminov in 1997 $400.000 aan het verbouwen van een roestende boot op de Vjatka-rivier en begonnen ze het drijvende restaurant New Island, dat een van de meest modieuze eetgelegenheden in Sint-Petersburg werd. Hij zei dat zijn beschermheren "iets nieuws in hun leven wilden zien en het beu waren om alleen koteletten met wodka te eten".
In 2001 serveerde Prigozjin persoonlijk eten aan Vladimir Poetin en de Franse president Jacques Chirac, toen ze dineerden op New Island. Hij verzorgde ook het eten tijdens een bezoek aan Rusland van de Amerikaanse president George W. Bush in 2002. In 2003 vierde Poetin zijn verjaardag op New Island. In 2003 had Prigozjin zijn zakenpartners verlaten, zijn eigen onafhankelijke restaurants opgericht en was hij een vertrouweling van Poetin geworden. Zijn bedrijf, Concord Catering, ontving grote overheidscontracten voor het voeden van schoolkinderen en overheidspersoneel. Prigozjin werd Poetins kok genoemd omdat zijn restaurants en cateringbedrijven diners organiseerden die Poetin bijwoonde met buitenlandse hoogwaardigheidsbekleders.
In 2012 ontving hij een contract om gedurende een jaar maaltijden te leveren aan het Russische leger ter waarde van 1,2 miljard US-dollar. Een deel van de winst zou zijn gebruikt om het Internet Research Agency te starten en te financieren. In 2012 verhuisde hij met zijn gezin naar een terrein met een basketbalveld en een helikopterplatform in Sint-Petersburg. Hij had toen een privéjet en een 35 meter lang jacht. De Anti-Corruptie Stichting beschuldigde Prigozjin van corrupte handelspraktijken. Ze schatte zijn illegale rijkdom op meer dan een miljard roebel.

### Wagnergroep
Prigozjin was eigenaar van een netwerk van bedrijven, waaronder de Wagnergroep, een door de Russische staat gesteunde paramilitaire organisatie die wordt beschuldigd van oorlogsmisdaden in de Centraal-Afrikaanse Republiek, de Libische burgeroorlog, de interne strijd in Syrië en de Russische invasie van Oekraïne in 2022.
Drie van Prigozjins bedrijven worden beschuldigd van inmenging in de Amerikaanse verkiezingen van 2016 en 2018.
Prigozjin richtte ook de trollenfabriek Internet Research Agency op. Deze organisatie verstoorde sinds 2013 het wereldwijde internet met online propaganda, nepnieuws en desinformatie. Prigozjin wordt tot de Russische oligarchen gerekend. In 2017 meldden Russische media dat Dmitri Oetkin, oprichter van de Wagnergroep, was benoemd tot algemeen directeur van een van zijn cateringbedrijven "Konkord".
In februari 2021 stelde de FBI een beloning van 250.000 dollar in het vooruitzicht voor informatie die leidt tot de gevangenneming van Prigozjin.
Op 7 november 2022 gaf Prigozjin toe dat hij zich had bemoeid met de Amerikaanse verkiezingen. Hij zei dat hij dat ook in de toekomst wilde blijven doen. Hij deed zijn uitlatingen in berichten op de Russische Facebook-kloon VKontakte. Het was de eerste keer dat iemand die formeel door Washington werd beschuldigd van pogingen de Amerikaanse politiek te beïnvloeden, zo'n bekentenis deed.
Sinds eind 2022 zocht Prigozjin vaak de media op en had daarbij forse kritiek op de Russische legerleiding op de militaire aanpak van de invasie. Ook de Russische elite waaronder oligarchen ontkwamen niet aan zijn vaak gewaagde uitspraken. Prigozjin sprak daarmee een grote groep Russische nationalisten aan. Doordat Prigozjin zich zo openlijk negatief uitliet over het Kremlin raakten de betrekkingen tussen Prigozjin en Poetin flink bekoeld.
De verhoudingen tussen Prigozjin en het Kremlin kwamen in februari 2023 openlijk op gespannen voet te staan. Volgens Amerikaanse denktank ISW leverde het Russische ministerie van Defensie geen wapens meer aan de Wagnergroep met als reden het "professionaliseren van de Russische strijdkrachten in Oekraïne". Onderliggende reden was het verzwakken van de invloed van Prigozjin in het Kremlin na wekenlange zware en openlijke kritiek op president Poetin en opperbevelhebber Valeri Gerasimov. Het was algemeen bekend dat Gerasimov niets op had met de Wagnergroep en hij liet steeds meer Wagnerstrijders vervangen door eigen Russische troepen.
In maart 2023 zei Prigozjin via sociale media, zoals zijn Telegramkanaal, dat Poetin alle contact verbroken had met hem. Hij liet weten dat hij nu alleen nog via de media om wapens en munitie kon vragen. Het Kremlin had alle overheidstelefoons met de Wagnergroep en Prigozjin geblokkeerd. Ook liet Gerasimov zijn verzoeken om hulp onbeantwoord.
Op 4 mei 2023 liet Prigozjin in een videoboodschap aan opperbevelhebber Gerasimov en minister van Defensie Sergej Sjojgoe weten dat hij zijn Wagnergroep terug zou trekken uit Bachmoet als er niet snel munitie zou worden geleverd. Op 9 mei 2023, in Rusland de Dag van de Overwinning, vertelde Prigozjin op sociale media dat hij van de toegezegde munitie slechts 10% had ontvangen. Volgens hem zouden in de afgelopen dagen verschillende Russische eenheden op de vlucht zijn geslagen. Zijn woede en achterdocht jegens Poetin liet hij blijken in zijn tirade: "De grootvader die denkt dat het goed met hem gaat. Maar wat moet het land doen, wat moeten onze kinderen, kleinkinderen, de toekomst van Rusland doen, en hoe de oorlog te winnen, als bij toeval, neem ik aan, blijkt dat deze grootvader een complete klootzak is?”

### Sancties
In februari 2022 werd Prigozjin toegevoegd aan de sanctielijst van de Europese Unie omdat hij "verantwoordelijk was voor het actief ondersteunen en uitvoeren van acties en beleid die de territoriale integriteit, soevereiniteit en onafhankelijkheid van Oekraïne ondermijnen en bedreigen, evenals de stabiliteit en veiligheid in Oekraïne". Hij stond ook op de sanctielijst van de Verenigde Staten en het Verenigd Koninkrijk.

### Opstand Wagnergroep
Op vrijdagavond 23 juni 2023 nam de Russische invasie van Oekraïne een bijzondere wending. Prigozjin beweerde dat kampen van zijn huurlingenleger door het Russische leger waren aangevallen. De volgende ochtend trokken huurlingen van de Wagnergroep de grens terug over van Oekraïne naar Rusland, waar ze in korte tijd de Zuid-Russische stad Rostov aan de Don innamen. De Wagnergroep had snel controle over alle militaire gebouwen en het militair vliegveld in de strategische stad, inclusief het militaire vliegveld. Vervolgens trokken er Wagnertroepen richting Moskou. Tegen het einde van de middag waren de Wagner-huurlingen Moskou tot op tweehonderd kilometer genaderd. De burgemeester van de Moskou riep de noodtoestand uit en aan de rand van de stad werden verdedigingslinies opgeworpen.
De Wagner-opstand kwam ten einde toen zaterdagavond bekend werd dat het Kremlin en Prigozjin via bemiddeling van president Loekasjenko van Wit-Rusland een overeenkomst hadden gesloten. Prigozjin, die tot dan toe alleen maar oorlogstaal tegen de met name Russische legerleiding had uitgeslagen, zei die avond dat hij een bloedbad wilde voorkomen en daarom zijn troepen terugtrok. In de deal met Prigozjin zou staan dat hij naar Wit-Rusland zou vertrekken om zich daar te vestigen, ook zouden de Wagner-huurlingen niet vervolgd worden.
Op 26 juni 2023 hield Poetin een korte tv-toespraak waarin hij de huurlingen van de Wagnergroep bedankte en zei: "De Wagnergroep heeft de enige juiste beslissing genomen door bloedvergieten te vermijden”. Verder zei Poetin dat hij zijn belofte hield door Prigozjin een vrijgeleide naar Wit-Rusland te geven en de huurlingen de mogelijkheid te geven om ook naar Wit-Rusland te gaan, of zich bij het Russische leger aan te sluiten. Op 3 juli 2023 kwam er een spraakbericht van Prigozjin via Telegram, waarin hij zijn aanhangers bedankte. Hij zei: "Ik wil dat je begrijpt dat onze 'mars van gerechtigheid' was gericht op het bestrijden van verraders en het mobiliseren van onze samenleving. In de nabije toekomst weet ik zeker dat je onze volgende overwinningen aan het front zult zien. Bedankt jongens!" Van het audiobericht kon niet worden vastgesteld wanneer dit was opgenomen. De Russische overheid begon meteen met het ontmantelen van Wagner en de bedrijven van Prigozjin. Sinds 24 juni was Prigozjin niet meer in de openbaarheid gezien.
Op 10 juli 2023 maakte het Kremlin bekend dat op 29 juni 2023, vijf dagen na de muiterij, op uitnodiging van Poetin er een gesprek had plaatsgevonden tussen Poetin en 35 commandanten van de Wagnergroep, onder wie Prigozjin.
Op 27 juli 2023 verscheen Prigozjin voor het eerst na de opstand weer in het openbaar als gast in Sint-Petersburg op een Afrika-top van Rusland met Poetin en zeventien Afrikaanse landen. Westerse waarnemers beschouwden de aanwezigheid van Prigozjin als zeer opmerkelijk.

### Overlijden
Op 23 augustus 2023 kwam Prigozjin om het leven in een vliegtuigcrash nabij Koezjenkino, op ongeveer honderd kilometer ten noordwesten van Moskou. Alle inzittenden kwamen om het leven, onder wie naast Prigozjin ook Wagnergroep-oprichter Oetkin, vijf andere passagiers en drie bemanningsleden (twee piloten en een stewardess). De dood van alle inzittenden werd vier dagen later bevestigd door een Russisch onderzoeksteam. Prigozjin werd op 29 augustus 2023 in besloten kring begraven op het Porochovskoje-kerkhof ten oosten van Sint-Petersburg.
- Gemeinsame Normdatei: 1141544253
- Library of Congress Control Number: no2023135035
- Nationale Bibliotheek van Tsjechië: xx0317233
- Système universitaire de documentation: 271629568
- Virtual International Authority File: 7114150869810622190006